# Earth and Sun and Moon
Earth and Sun and Moon är ett musikalbum av Midnight Oil från 1993.
Inte något av Midnight Oils mest uppmärksammade album. Den fortsätter på ungefär samma spår som Diesel and Dust och Blue Sky Mining och erbjuder alltså lyssnaren tämligen trallvänlig rock.
I "In the Valley" nämns i början Montevideo, med vilket menas fartyget Montevideo Maru, ett japanskt fångfartyg som under andra världskriget sjönk på väg på sin resa från Papua Nya Guinea till Japan, och av sångtexten att döma kan man anta att Peter Garretts farfar var med ombord.

## Lålista
1. "Feeding Frenzy" - 5:08
2. "My Country" - 4:51
3. "Renaissance Man" - 4:41
4. "Earth and Sun and Moon" - 4:33
5. "Truganini" - 5:11
6. "Bushfire" - 4:37
7. "Drums of Heaven" - 5:31
8. "Outbreak of Love" - 5:14
9. "In the Valley" - 4:42
10. "Tell Me the Truth" - 4:07
11. "Now or Never Land" - 5:22